# Periodo Heian
Il periodo Heian (平安時代?, Heian jidai) è un'epoca della storia giapponese compresa tra l'VIII e il XII secolo (794-1185), che prende il nome dalla capitale del tempo, Heian-kyō, l'attuale Kyoto. 
Il periodo Heian fu culturalmente molto ricco, e rappresenta un periodo di apogeo sia per l'assimilazione della cultura cinese e del buddhismo, sia per la produzione letteraria, sia per lo sviluppo di una raffinatissima cultura aristocratica. Tra la produzione letteraria del periodo, alcuni classici e capolavori della letteratura giapponese, come il Genji monogatari, o lo Ise monogatari. In questo periodo il potere politico dell'imperatore inizia ad affievolirsi favorendo l'ascesa al potere della classe militare (bushi) che dominerà il Giappone in tutto il periodo a seguire fino alla modernizzazione (1868 - Meiji Isshin, o Restaurazione Meiji).

## Storia

### L'imperatore Kanmu e lo spostamento della capitale
Nel 784, allo scopo di sottrarsi all'influenza buddhista, l'imperatore Kanmu (736-805) decise di trasferire la capitale da Heijo-kyo, l'attuale Nara, a Nagaoka-kyo, nuova città costruita sul modello di Chang'an, allora capitale della Cina, che si trovava sotto la dinastia Tang. Questo trasferimento fu affidato a un'importante figura, Tanetsugu, appartenente alla famiglia Fujiwara. Costui, però, aveva molti nemici, soprattutto tra le principali famiglie; questi ultimi, con l'appoggio del fratello minore di Kanmu, Sawara-shinnò, commissionarono il suo assassinio solo un anno dopo il completamento della nuova capitale. Questo delitto non nuoce alla crescente influenza della famiglia Fujiwara, anzi, consentì loro di eliminare un gran numero di avversari, ad esempio Sawara, ufficialmente esiliato nell'isola di Awaji, ma in realtà ucciso durante il viaggio. Tuttavia, solo dieci anni dopo il completamento di Nagaoka-kyo, la capitale fu trasferita nuovamente, nel 794, data d'inizio del periodo Heian, a Heian-kyō, l'attuale Kyoto. Le ragioni di questo secondo trasferimento non sono chiare, ma è probabile che abbia influito ciò che a molti risultò trattarsi di una banale superstizione: era costume, infatti, compiere il trasferimento dopo un evento nefasto, e la morte di Tanetsugu e di Sawara giustificò in un qualche modo la decisione. Le spese e gli sforzi profusi nella costruzione di Nagaoka, però, rendono difficile accordare eccessiva attendibilità a quest'unica spiegazione, anche se si riteneva - opinione che è tuttora motivo di studio - che gli spiriti dei due uomini imperversassero sulla città. Sono soprattutto la migliore posizione strategica e un sito più ampio a favorire il futuro insediamento a Heian-kyō, scoperto per caso dopo il 784.
Come la precedente, la nuova capitale è molto strutturata ed è attraversata da una via principale, ossia Suzaku'oji (Via dell'Uccello Rosso), lunga quattro chilometri e larga 83 metri inizia con la grande porta Rasho e termina con il Palazzo imperiale, di per sé una piccola cittadella. Tuttavia numerosi spazi della nuova capitale restarono non lottizzati e col tempo questi furono usati come terreni per la coltivazione, impedendone l'edificazione. Con l'abbandono dei quartieri ovest, causato dalle condizioni in cui riversavano, la via principale perse importanza a vantaggio delle vie Omiya e Higashi no to'in, che attraversavano i quartieri residenziali.
Nell'810, sotto l'imperatore Saga, venne scoperto un complotto che coinvolgeva le sette buddhiste e che mirava a riportare al potere l'imperatore Heizei, successore di Kanmu ritiratosi dal potere l'anno prima, nonché a riportare la capitale a Heijo-kyo. Da allora il costume del trasferimento della capitale venne abolito grazie all'influenza dei Fujiwara, che speravano di affermarsi ancora una volta. Nello stesso anno nacque una cancelleria privata, il Kuraudo Dokoro e, nell'816, venne fondato l'ufficio di polizia (Kebiishi), creato per sostituire la guardia imperiale divenuta oramai inefficace; né il kuraudo, sorta di segretario particolare dell'imperatore che rivestiva anche funzioni di archivista, né il kebiishi, capo della polizia, erano previsti dal ritsuryo, ossia l'insieme di leggi scritte durante il periodo Asuka simile al Corpus iuris civilis di Giustiniano.
Proprio come accadde in Europa con il Cristianesimo, in Giappone iniziò ad accumulare potere temporale oltre che spirituale il Buddhismo, che venne attaccato e protetto dall'imperatore: infatti Kanmu era un grande sostenitore di questa religione, ma si opponeva all'ingerenza dei preti buddhisti negli affari politici. All'inizio del IX secolo si assistette alla maggiore fioritura di questa religione; infatti, l'imperatore nell'804 inviò in un viaggio di studio in Cina due monaci, Saichō e Kūkai, che, una volta tornati, fondarono due importanti scuole buddhiste, ossia la Tendai e la Shingon.

### Degenerazione del Ritsuryo e riforme istituzionali
Gli imperatori che succedettero Kanmu mantennero la sua politica, almeno in superficie. In realtà, però, le entrate del governo si erano molto affievolite, poiché il sistema ideato durante il periodo Asuka veniva sempre più raggirato da coloro ai quali venivano affidati dei lotti di terra che sfuggivano al controllo dello Stato, così da accumulare terre fino a farle diventare dei fondi, degli sho. Queste venivano, infatti, affidate alle nobili famiglie che non potevano essere tassate, ricevendo in cambio un'entrata che permetteva loro di mantenere un tenore di vita indispensabile a corte. All'inizio del X secolo, però, il governo trovò degli espedienti per far pagare le tasse, come il cambiamento della base di calcolo delle imposte, da quel momento stabilite sulla terra e non più sugli individui. Per ridurre le spese di riscossione delle tasse, l'esazione è affidata a due personaggi la cui importanza cresce nelle province: dei governatori locali che diventano gli esattori, zuryo, e degli ufficiali che pagano una somma fissa delle imposte che prelevano, zaicho kanjin.
Altro importante rinnovamento che viene effettuato in questo periodo fu la suddivisione delle alte classi sociali, ossia i nobili: vengono infatti divisi in dieci ranghi e in trenta titoli diversi. Ciascuna classe nobiliare dispone di un proprio vestiario, di propri mezzi di spostamento, di caratteristiche particolari del livello di abitazione cui essa ha diritto, il tutto retto da una severa etichetta che con il passare del tempo diventò sempre più complessa e severa. I ranghi si dividevano in due "categorie": i primi cinque ranghi potevano essere affidati a una famiglia solo dall'imperatore e tra questi i primi tre, detti kugyo, si distinguevano nettamente poiché discendevano o dalla famiglia imperiale o da antichi capi-clan, mentre gli altri cinque ranghi avevano origine da antichi titoli nobiliari. Contrariamente a quanto accadeva in Cina, dove tramite particolari esami si poteva salire di grado nobiliare, in Giappone l'individuo non poteva assolutamente cambiare rango, se non per casi estremamente eccezionali. Questa impossibilità di progredire socialmente si rivelò pericolosa per l'avvenire dell'impero: i funzionari provinciali, anche di nobili origini, dislocati nella periferia, non avevano alcun futuro a corte e per questo motivo decidevano di insediarsi fuori dalla capitale una volta terminato il loro mandato. Lì, però, sviluppavano non solo un potere locale fuori dal sistema, ma anche un peso economico, persino militare, accrescendo l'estensione delle terre sotto il loro indebito controllo. L'utopia che si voleva raggiungere con il ritsuryo si allontanava col trascorrere del tempo; poiché il posto nell'amministrazione e la ricchezza che ne derivava erano determinati dal rango, non sempre il sistema era efficace, e lo divenne sempre meno man mano che i Fujiwara si accaparravano le funzioni amministrative a partire dalla seconda metà del IX secolo, fino al punto in cui il potere di questa famiglia divenne tale che era praticamente essa a governare sul Giappone, mentre all'imperatore restavano solamente funzioni sacerdotali e rappresentative.

### Il potere dei Fujiwara e la creazione di due tipi di reggenza
Il grande clan Fujiwara ebbe inizio con Fujiwara Fuhito (659-720) e s'impose molto lentamente, affermando dapprima la sua supremazia sui clan rivali e sul clero buddhista. Solo nel IX secolo si crearono le condizioni che la fecero diventare una delle famiglie più potenti del Giappone medievale. Nell'858, Fujiwara Yoshifusa, il nonno materno del nuovo imperatore Seiwa, salito al trono all'età di nove anni, approfittò dell'occasione per assumere la reggenza. Nonostante non fosse di sangue imperiale, riuscì a farsi nominare sessho (reggente), colui che prendeva le decisioni per l'imperatore se questo fosse stato minorenne e quindi non avesse potuto esercitare il potere, per il fatto che apparteneva all'ascendenza materna dell'imperatore. Questa carica la ottenne ancor più facilmente perché prima che salisse al trono Seiwa, Yoshifusa ricopriva la carica di Dajo daijni, cioè era il Ministro degli Affari supremi, quindi ciò che potremmo definire il Primo Ministro. Sebbene la carica di sessho esistesse già dal periodo Yamato (300-552), questa fu la prima volta che comparì nella scena politica, poiché tutti gli imperatori precedenti salirono al trono in maggiore età. Con la carica di reggente ebbe inizio il controllo totale esercitato dalla famiglia Fujiwara sugli imperatori. Il figlio di Yoshifua, Mototsune, diventò a sua volta sessho durante la minore età del figlio dell'imperatore Seiwa, Yozei, che gli succedette nell'876.
Quando l'imperatore raggiunse la maggiore età, tuttavia, Mototsune continuò ad esercitare un grande potere, parlando in nome dell'imperatore, cioè continuò con la sua carica di sessho nonostante la sua nomina non fosse più valida. Con l'ascesa al trono dell'imperatore Uda nell'887, nonostante egli fosse il primo imperatore che non aveva madre appartenente ai Fujiwara da secoli, sempre Mototsune creò la carica di kanpaku, il reggente di maggiore età, per venire in aiuto a un imperatore ritenuto mentalmente infermo; carica che consente per la prima volta il potere su un imperatore maggiorenne. Queste due funzioni, il sessho e il kanpaku, costituivano un sistema chiamato sekkan, che ebbe come risultato la privazione dell'imperatore di qualunque potere effettivo, discordando dall'idea che rappresentava il cuore del ritsuryo. L'abitudine ormai acquisita di affidare l'incarico di kanpaku e di sessho a un membro della famiglia Fujiwara portò un clima di agitazione tra questa famiglia e gli altri clan, ma vi furono addirittura delle gravi tensioni all'interno dello stesso clan. Altro segno dell'allontanamento dal modello cinese e dalla Cina stessa si verificò nell'894, quando il Giappone interruppe le relazioni ufficiali con il continente, anche se gli scambi economici rimasero lo stesso attivi e numerosi. Questo distacco segna l'inizio dello sviluppo autonomo dello stato giapponese e la fine dell'autorità cinese su di esso.

### L'accesso degli intellettuali alle alte funzioni amministrative
L'imperatore Uda tentò di stroncare sul nascere la crescente onnipotenza dei Fujiwara, approfittando della morte di Mototsune nell'891. A tale scopo si era avvicinato alle famiglie nobili di secondo rango e aveva lasciato vacante il posto di kanpaku. Prima di ritirarsi e di lasciare il trono al figlio Daigo, Uda fece designare il suo favorito, Sugawara Michizane, ministro della Destra, chiamato anche udaijin, ma non poté non consegnare la carica di ministro della Sinistra, sadaijin, al capo del clan Fujiwara, Tokihira, nell'899. Nonostante tutto ciò non venne nominato nessun kanpaku fino alla fine del regno di Daigo. Il ministro della Sinistra Tokihira riuscì a far esiliare Michizane che morì due anni dopo dalla sua condanna, questo definì il potere che aveva raggiunto questo clan e il tentativo di frenarlo di Uda fu l'ultimo per molto tempo. L'ascesa di Sugawara ad un incarico di così grande prestigio nello Stato fu un segno di come stesse aumentando l'influenza esercitata dagli intellettuali nella corte imperiale. Entrato a corte in funzione di poeta fu un esempio di come anche le persone appartenenti ad un ambiente sociale medio potessero aspirare in alto. Dopo la sua morte si susseguirono non solo le morti del principe ereditario e di Tokihira, ma anche gravi calamità naturali: tutto ciò fu attribuito al desiderio di vendetta del suo spirito; a Michizane furono attribuite nomine postume alle più alte funzioni ufficiali e divenne anche un simbolo della cultura, finché non venne nominato Tenman Tenjin o Kanko, dio della cultura.
Il vincitore di Michizane, Fujiwara Tokihira, pur avendo instaurato il dominio esclusivo del proprio clan sulla vita giapponese, non è privo di talento amministrativo. Cerca di mettere quest'ultimo al servizio del Giappone raccogliendo tutte le leggi allora in vigore in un volume intitolato Engishiki (Istituzione dell'era Engi), approvato solo dopo la sua morte. Quando questo documento fu presentato a corte, il fratello di Tokihira, Tadahira, era il capo clan succedutogli, ed era impegnato a governare sullo Stato imponendo una vera e propria dittatura, che si accentuò ancora di più dopo la morte dell'imperatore Daigo nel 930. Proprio come il nonno Mototsune, Tadahira prese il titolo di kanpaku fino alla sua morte nel 949; ma il suo potere ebbe difficoltà ad affermarsi, infatti scoppiarono numerose rivolte nelle province e persino il palazzo imperiale non fu più un luogo sicuro. Nel 967 Fujiwara Saneyori diventa reggente e questa data viene utilizzata per indicare l'inizio del potere politico totale dei Fujiwara. Tuttavia, pochi anni dopo, mentre la potenza del clan sembrava inattaccabile dall'esterno, due Fujiwara, Kanemichi e il fratello minore Kaneie, si scontrano in una lotta senza pietà per la carica di cancelliere. Nonostante i suoi numerosi appoggi, Kaneie non riuscì ad avere la meglio sul fratello maggiore Kanemichi, e a quel punto si adoperò per rafforzare i suoi legami con l'imperatore, facendo maritare due delle sue figlie con la famiglia imperiale. Nel 986 salì al trono l'imperatore Ichijo, nipote di Kaneie, che sposò due Fujiwara, Sadako e Akiko. La seconda moglie continuerà ad esercitare a lungo, anche dopo la morte del marito, un'enorme influenza a corte. Ma mentre Kanemichi era sul punto di morte, la fretta con cui Kaneie rivendicò i suoi diritti di successione, senza neppure dare l'ultimo saluto al fratello, gli costò la rovina. Il fratello morente, infatti, nominò suo successore il cugino Yoritada e riservò a Kaneie una carica ministeriale secondaria. La lotta per il potere riprese con il figlio del fratello minore, Michinaga; questo aveva numerosi appoggi che gli fruttarono nel 995 posizioni di grande favore presso l'imperatore, favorendo l'eliminazione di suo nipote, che gli era anche rivale.
Nel 1016, con la nomina di Fujiwara Michinaga a sessho e poi a Dajo daijin, il potere del clan raggiunse indiscutibilmente l'apogeo. L'amministrazione venne interamente affidata a Michinaga e ai suoi uffici (mandokoro), lasciando per la prima volta la cinta del palazzo imperiale. Tuttavia il controllo dei Fujiwara sulla capitale era ben lontano dall'essere totale, come dimostrò un fatto accaduto nei primi anni 40 del 900, cioè prima della nomina di Michinaga. Taira Masakado, discendente dell'imperatore Kanmu, si autoproclamò nel 939 shinno, nuovo imperatore, assunse cioè il controllo della regione di Kantō (che tutt'oggi comprende sette prefetture tra cui quella di Tokyo). Nel 940, con la guerra di Tengyo, si pose fine al controllo di Taira, ma si rivelò anche quanto si stesse indebolendo il potere centrale e l'incapacità dei Fujiwara di governare sulle provincie lontane, dove emergevano signori locali che disponevano di ingenti forze militari. Per tentare di limitare eventi del genere, nel 1069, fu istituita una Camera incaricata del controllo dei domini lontani, il Kiroku shoen.

### I grandi possedimenti e la fine del Ritsuryo
Sul piano economico e sociale, il ritsuryo era ormai in piena decadenza. Il sistema previsto da questo di recuperare le terre concesse a un contadino da parte del governo e la loro redistribuzione alla morte di quest'ultimo, non era più applicata. Naturalmente le entrate che il governo traeva dalle provincie non si limitavano alla tassazione di quelle terre, le quali erano prevalentemente coltivate a riso, ma le imposte naturali si erano moltiplicate di fronte alle crescenti difficoltà dei Fujiwara, come le tassazioni della ceramica, della carta o delle armi. Ma ciò che soprattutto segnò la fine del ritsuryo fu lo sviluppo del dominio feudale, cioè l'accrescimento degli shoen, adottato a partire dal periodo Nara. Infatti coloro che bonificavano e coltivavano le terre paludose, a partire da quell'epoca, venivano premiati con l'esenzione dalle tasse per tre anni e la possibilità di tenere quelle terre come proprietà privata. Altre terre, invece, venivano offerte dalla corte in cambio di future restituzioni sotto forma di denaro, ossia le vendevano. Membri delle famiglie aristocratiche, ma anche templi buddhisti, avevano così messo da parte vasti possedimenti che non potevano essere controllati dallo Stato. Certi possedimenti divennero talmente grandi che il signore che li controllava aveva un proprio esercito per difenderli o per attaccare quelli vicini; mentre nei templi buddhisti si stava moltiplicando il numero dei monaci-soldato, che avevano sia il compito di difendere il tempio sia quello di attaccare e saccheggiare i templi delle scuole rivali.
A partire dal regno dell'imperatore Shirakawa, che ebbe inizio nel 1072, il potere imperiale prese coscienza dell'impossibilità nella quale si trovava di lottare efficacemente contro l'affermarsi dei poteri locali. Incapace di opporsi alla crescita della proprietà privata, Shirakawa decise, nel 1086, di convertire ampi appezzamenti di demanio pubblico in possedimenti feudali di proprietà dell'imperatore. Contro l'ascesa di questi signori locali cercò appoggio presso le istituzioni religiose e sostenne vigorosamente il Buddhismo.
Queste shoen erano praticamente tutte in mano ai Fujiwara, sia direttamente che indirettamente, e ciò provocava grandi malcontenti tra la popolazione e nelle famiglie più potenti che vedevano quella famiglia governare non solo sull'imperatore ma anche sui feudi. A causa di questo scontento nel 1055, sotto Abe Yoritoki, il clan Abe credette di poter approfittare della sua potenza nella regione di Mutsu per sfidare la corte di Heian. La sua rivolta fu fondamentale non solo perché durò molti anni e fu difficile da sedare, ma anche perché il clan Fujiwara dovette chiedere aiuto ad un altro clan, il Minamoto, sotto la figura di Minamoto Yoriyoshi, per sconfiggere Abe, che alla fine venne ucciso. Anche sul versante della capitale l'opposizione ai Fujiwara si fece sentire, infatti si cominciò a chiamare la capitale non più Heian, bensì Miyako (città imperiale) o Kyoto (città capitale), a testimonianza del fatto che qualcosa stava cambiando. L'imperatore Go-Sanjo, che regnò dal 1068 al 1072, decise di governare da solo, o almeno senza l'influenza dei Fujiwara, e fu facilitato poiché non discendeva da parte materna con quel clan. A tale fine l'imperatore promosse un controllo su vasta scala di tutti gli shoen, mirando principalmente a colpire i Fujiwara, i maggiori proprietari terrieri. Go-Sanjo in quell'occasione contava di colpire seriamente il clan, ma non ci riuscì e, anzi, ne aumentò il prestigio ormai decadente andando a legittimare i loro territori non legittimi.
L'ormai imminente caduta dei Fujiwara era dovuta principalmente al fatto che il clan si rifiutava di cedere anche in piccola parte i benefici che traeva dai suoi possedimenti e che incoraggiava, con il suo incitamento alla corruzione, alla formazione di entità sempre più autonome all'interno di essi. Questa famiglia aveva trascurato un elemento che li porterà alla rovina: la crescita della potenza dei clan militari di provincia.

### Il governo Insei e l'indebolimento dei Fujiwara
Dopo il fallimento della sua politica, Go-Sanjo mette nuovamente in atto un sistema che mira a rimpiazzare l'amministrazione in mano ai Fujiwara, chiamato governo dell'imperatore in ritiro o governo insei. In tale modo si ritirò dalla sua carica di imperatore lasciando il trono al suo favorito, allora minorenne, stabilendosi in un tempio buddhista, e da lì governò al posto del neo imperatore minorenne senza che i Fujiwara potessero avere alcuna influenza sul suo potere. Continuò a svolgere la sua funzione di reggente anche dopo che l'imperatore a lui successo divenne maggiorenne. Benché morto poco dopo la sua abdicazione e la messa in atto del suo sistema, Go-Sanjo può vantarsi di aver reso possibile il declino del potere dei Fujiwara.
Tre dei suoi successori esercitarono il potere senza i Fujiwara grazie al governo insei: Shirakawa, Toba e Go-Shirakawa. Ma molti dei loro successori non furono alla loro altezza e permisero ai Fujiwara di riottenere, seppur in minima parte, il loro potere, che non era mai svanito del tutto. Come conseguenza dell'insei il potere si spostò dalla capitale all'esterno, principalmente verso nord ed est con la costruzione di regge imperiali e di templi ove soggiornavano gli imperatori in ritiro.

### I Taira contro i Minamoto
Durante il governo dell'imperatore Go-Shirakawa, suo fratello maggiore Sutoku, allontanato dalla funzione imperiale nel 1141, cercò di riconquistare il potere. Aveva infatti dei suoi sostenitori nelle alte sfere amministrative, tra cui il ministro della Sinistra Yorinaga, appartenente al clan Fujiwara. Da questa situazione derivò una sanguinosa guerra civile nella quale entrambe le fazioni fecero il grande errore di fare appello a dei signori della guerra per far pendere la situazione dalla loro parte. Persino il clan Fujiwara era diviso, infatti Tadamichi diede il proprio sostegno all'imperatore, mentre suo fratello Yorinaga prese, per l'appunto, le parti di Sutoku. Ma fu soprattutto l'alleanza con i clan militari a far precipitare il paese nel caos. I due principali clan militari furono i Taira e i Minamoto, entrambi di sangue imperiale; i primi conosciuti anche sotto il nome di Heike, discendevano dall'imperatore Kanmu, mentre i Minamoto, o Genji, avevano come antenato l'imperatore Seiwa. Sin dall'origine queste due famiglie allargarono il loro potere opponendosi l'una all'altra, e si arrivò all'apice di questo conflitto nel 1156 con i disordini di Hogen che si conclusero velocemente con la vittoria di Taira Kiyomori, schierato con l'imperatore regnante Go-Shirakawa, grazie all'alleanza decisiva con dei disertori del clan Minamoto, tra cui Minamoto no Yoshitomo (源義朝?).
Il padre di quest'ultimo, Tameyoshi, che guidava il tentativo di colpo di Stato di Sutoku, aveva trovato degli appoggi all'interno del clan Taira, nella persona di Taira Tadamasa. Lotte fratricide impedivano dunque al conflitto di fermarsi lì. Kyomori riuscì, grazie all'appoggio del potente monaco Shinzei, a sbarazzarsi di una parte dei Minamoto sopravvissuti ottenendo la loro e affidandola al suo alleato Minamoto no Yoshitomo. La pace fu temporaneamente ristabilita e l'imperatore poté consegnare il suo titolo al figlio Nijo, secondo il principio dell'insei. È l'occasione che attendevano i Fujiwara, grandi sconfitti di Hogen; sfruttando il fatto che Yoshitomo, benché salito al potere del suo clan, non si sentisse ripagato sufficientemente da Kiyomori, approfittarono dell'assenza di quest'ultimo per deporre Nijo, rapire l'imperatore in ritiro, nominare Generale della Guardia Fujiwara Nobuyori, il vero artefice di quel colpo allo Stato, e permettendo così a Yoshitomo stesso di accedere alla carica di governatore della provincia di Harima.
La situazione però svolse a loro svantaggio: Go-Shirakawa riuscì ad evadere e informò Kiyomori che organizzò in tutta fretta un'efficace azione. Yoshitomo fu quindi vittima di ostracismo da parte del suo clan a causa del suo tradimento nel 1156 e per quanto riguarda Fujiwara Nobuyori, la sua inettitudine militare fu uno dei fattori che impedì la presa del castello dei Taira e che lo condusse alla morte. Kiyomori fu, per la seconda volta, il grande vincitore, senza avversari, dato che i Minamoto e i Fujiwara erano stati scalzati dal potere. Nel 1167 si fece attribuire il titolo di Ministro degli Affari Supremi, Dajo daijin. Queste sue vittorie, però, gli portarono eccessivo potere e l'imperatore in ritiro, Go-Shirakawa, tentò invano di sollevare la nobiltà contro il nuovo dittatore. Seguendo la politica dei Fujiwara, infatti, Kiyomori fece sposare sua figlia con l'imperatore Takakura, aiutandolo così a riconciliarsi con la famiglia imperiale. 
Nel 1180 fu delineato il progetto di spostare la capitale da Heian a Fukuhara (oggi Kōbe), città sotto il suo controllo diretto; questo progetto, però, suscitò molte opposizioni dalle famiglie nobili. Posto finalmente in atto, esso non resistette più di sei mesi e fu quindi annullato. Sempre nel 1180, ritenendo Kiyomori di aver sedato qualunque rivolta, uno dei suoi vassalli si ribellò e, approfittando del fatto, i fratelli Minamoto Yoritomo e Yoshitsune, entrambi figli di Yoshitomo, risparmiati quando erano ragazzi, guidarono una sollevazione che si estese a un gran numero di province. Questa nuova rivolta civile è passata alla storia con la guerra di Genpei, che si concluse con la vittoria dei Minamoto e la morte d Kiyomori. Questa guerra civile segna la fine del Periodo Heian nel 1185.